# Bistatisches Radar

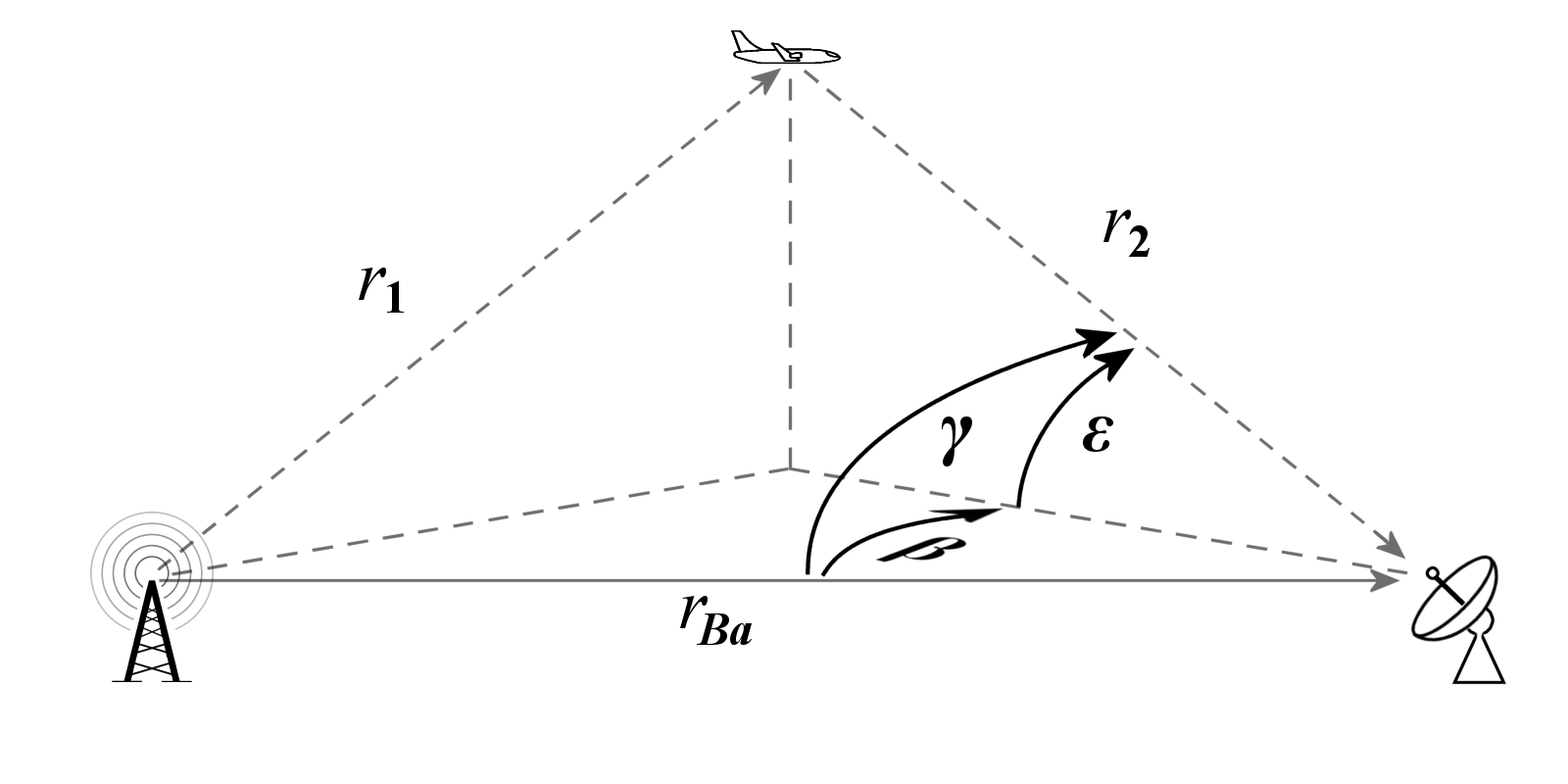
Prinzip des bistatischen Radars

Ein bistatisches Radar ist ein Radar, bei dem Sender und Empfänger an getrennten Orten aufgebaut sind. Im Gegensatz dazu wird ein Radar, bei dem sich Sender und Empfänger am selben Ort befinden oder sogar die gleiche Antenne verwenden, als monostatisches Radar bezeichnet. Radargeräte, welche zwar getrennte Sende- und Empfangsantennen verwenden, die aber dicht neben- oder übereinander montiert sind, sind ebenfalls monostatische Radare, werden aber in einiger Literatur als quasi-monostatisch oder pseudo-monostatisch bezeichnet. Wesentlicher Aspekt für die Unterscheidung von bistatisch oder monostatisch ist die Radarsignalverarbeitung, welche entweder den Hin- und Rückweg von Sendesignal und Echosignal als etwa gleich groß annimmt und so die Laufzeitmessung einfach halbiert, oder Hin- und Rückweg als getrennte Variablen und eine kompliziertere Entfernungsberechnung nutzt. Wenn mehrere Empfangsstellungen genutzt werden, wird das System als multistatisches Radar bezeichnet, was den Vorteil einer gleichzeitig durchführbaren Multilateration bietet.
Zu bistatischen Radargeräten gehören:
- Überhorizontradare, deren Sendeleistung so groß ist, dass die Empfängerstellung zum Schutz der empfindlichen Eingangsstufen sehr weit weg vom Sender errichtet ist;[1]
- Passive Radare, welche keine eigenen Sender verwenden, sondern fremde Radar-, Rundfunk- oder Kommunikationssender ausnutzen.
- Barriereradar, welches bei einem Eindringen in die erste Fresnel-Zone zwischen Sender und Empfänger und die dadurch ausgelösten Fading-Effekte einen Alarm auslöst.

## Arbeitsprinzip

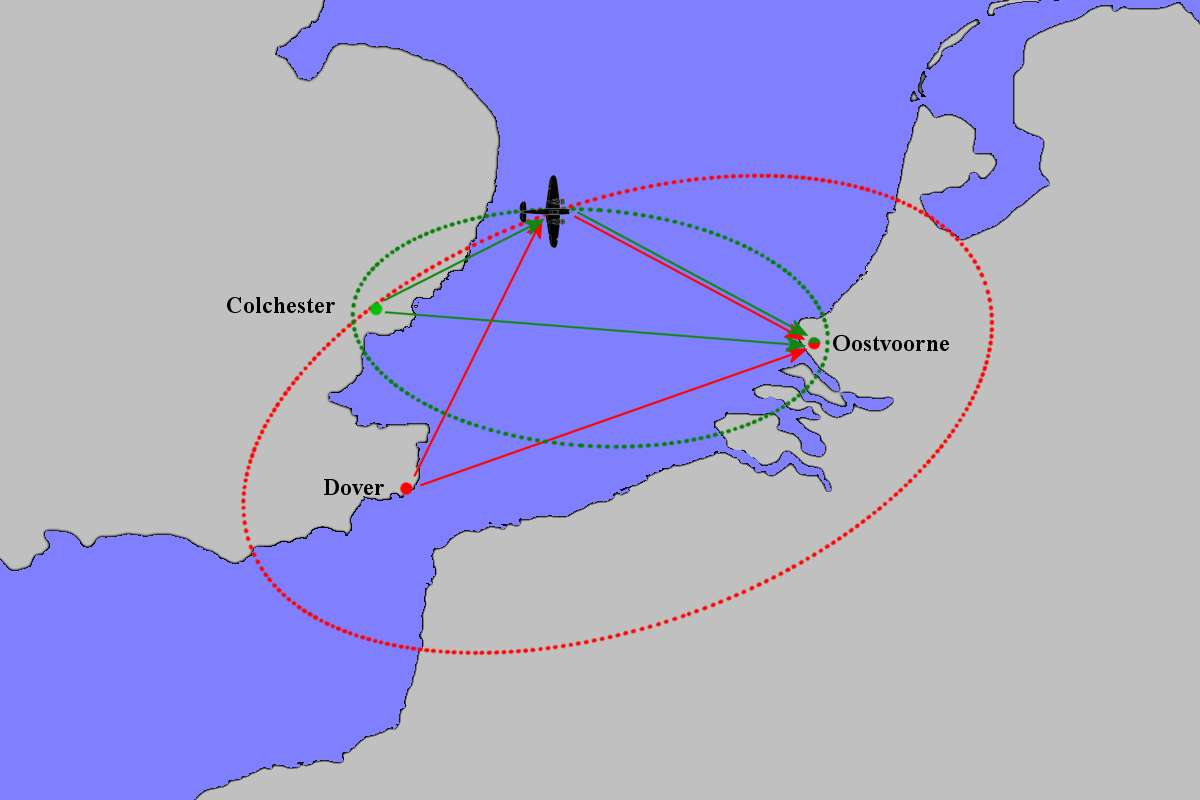
Beispiel: Passives Radar Klein Heidelberg: Werden zwei verschiedene Quellen verwendet, so muss sich das die Signale reflektierende Flugzeug an einem Schnittpunkt der beiden Ellipsen befinden: Eine Richtungsmessung ist nur noch für die Auswahl des richtigen Schnittpunktes notwendig, darf also relativ ungenau sein.

Zur Ermittlung der Zielkoordinaten werden generell zwei Empfangswege benötigt. Mit einer Standleitung oder einer Antenne mit dazugehörigem Empfänger wird das ausgestrahlte Signal auf direktem Wege empfangen. Dieses Signal dient als zeitliche Referenz. Mit einem zweiten, wesentlich empfindlicheren Empfangskanal wird das Echosignal eines Flugzeuges empfangen. Es wird eine zusätzliche Verzögerungszeit zwischen direktem Weg und dem Weg über eine Reflexion oder Streuung gemessen. Diese Verzögerungszeit ist ein Maß für den Umweg. Es gibt unendlich viele mögliche Orte, welche als Ursache für den Umweg in Frage kommen. Bei dreidimensionaler Koordinatenbestimmung bilden alle diese Orte einen Rotationsellipsoiden mit der Senderstellung und der Empfängerstellung auf den Brennpunkten. Bei einem zweidimensional messenden Radar können sie auf eine Ellipse mit den Brennpunkten Sender und Empfänger reduziert werden. Zwei unterschiedliche Quellen oder zwei unterschiedliche Empfangsstellungen ergeben zwei oder mehrere Schnittpunkte beider Ellipsen, von denen einer die wahrscheinlichste Position des reflektierenden Flugzeugs bestimmt. Einfacher, aber oft ungenauer ist eine Peilung mit Hilfe der Empfangsantenne, welche einen Seitenwinkel des Echosignals misst und den Bereich auf den Ellipsen einschränkt.
Die Entfernung des reflektierenden Ziels bis zum Empfänger kann durch den Kosinussatz ermittelt werden:
{\displaystyle r_{1}^{2}=r_{2}^{2}+r_{Ba}^{2}-2r_{2}r_{ba}\cos {\gamma }}
{\displaystyle r_{1}+r_{2}=r_{\Sigma }}
Dieses Gleichungssystem mit den zwei Unbekannten kann zur folgenden Gleichung umgeformt werden:
{\displaystyle r_{2}={\frac {r_{\Sigma }^{2}-r_{Ba}^{2}}{2\left(r_{\Sigma }-r_{Ba}\cos {\gamma }\right)}}}
Der Winkel {\displaystyle \gamma } ist der Winkel zwischen der Basislinie zwischen Sender und Empfänger und der Ziellinie. Er kann mit folgender Beziehung ermittelt werden:
{\displaystyle \gamma =\arccos \left(\cos {\epsilon }\cdot \cos {\beta }\right)}
Bei einem nur zweidimensional messenden Radar wird der Höhenwinkel {\displaystyle \epsilon =0} gesetzt und somit ist {\displaystyle \gamma =\beta }.

## Grenzfälle
Ein bistatisches Radar kann ausreichend genaue Messwerte ermöglichen, wenn das Verhältnis von der Länge der Basislinie {\displaystyle r_{Ba}} als Entfernung zwischen Sender und Empfänger und die Entfernung zum Ziel innerhalb bestimmter Grenzwerte liegt. Generell gilt: Je mehr der Winkel {\displaystyle \beta } zwischen Basislinie und der Projektion der Ziellinie auf dem Grund sich 45 Grad nähert, desto genauer werden die Messergebnisse. Es gibt Fälle, in denen das bistatische Konzept an seine Grenzen stößt:
- Das Ziel befindet sich direkt auf der Basislinie. Das bistatische Radar arbeitet wie ein Barriereradar. Eine Zielerkennung wird erschwert, weil der starke Sender genau in die empfindliche Empfangseinrichtung einstrahlt und somit das Zielzeichen verdeckt. {\displaystyle r_{Ba}=r_{1}+r_{2}}.
- Das Ziel hat die Empfängerstellung bereits überflogen. Das bistatische Radar arbeitet dann ähnlich dem monostatischen Radar, weil {\displaystyle r_{1}=r_{Ba}+r_{2}}.
- Die Länge der Basislinie ist sehr klein gegenüber der Zielentfernung: Das bistatische Radar wird zum quasi-monostatischen Radar wegen {\displaystyle r_{1}=r_{2}}.

## Geschichte
Mit Ausnahme des ersten Radarexperiments von Christian Hülsmeyer im Jahr 1904 waren alle praktisch aufgebauten Radarsysteme bis etwa 1930 bistatische Radargeräte. Diese arbeiteten oft auch nur nach einem Dauerstrichverfahren, so dass eine Entfernungsmessung nur durch Peilung und Multilateration möglich war. Diese frühen bistatischen Radare waren in der Regel als fest installierte, bodengestützte Barrieren konfiguriert, um die Anwesenheit von Flugzeugen beim Durchqueren der Barriere zu erkennen, wodurch die Luftverteidigung alarmiert werden konnte. Erst die Erfindung von Sende-/Empfangsumschaltern ermöglichte monostatische Radargeräte.
- Die Experimente im Jahr 1922 von Albert H. Taylor und Leo C. Young des United States Naval Research Laboratory umfassten einen auf 60 MHz mit 50 Watt arbeitenden, amplitudenmodulierten Sender und einen Empfänger auf der anderen Seite des Potomac River. Sie entdeckten damit die Reflexionen an einem hölzernen Schiff. Auch dieses Experiment wurde nicht weiter gefördert und geriet wieder in Vergessenheit.[4][5]
- Im Jahre 1924 wurde in Großbritannien durch Edward V. Appleton und seinem Forschungsstudent M. A. F. Barnett ein bistatisches Radar realisiert, welches den Rundfunksender des BBC in Bournemouth nutzte, um mit einem Empfänger in Oxford die Höhe der Ionosphäre zu messen. Dafür wurden mehrere Frequenzen ausgesendet und das System funktionierte als interferometrisches FMCW-Radar.[6][7]
- Unabhängig davon wurde im Jahr 1925 in den USA durch M. A. Tuve und G. Breit ein ähnliches Experiment durchgeführt. Sie verwendeten Impulse von 1 ms Dauer und konnten damit die Höhe verschiedener Schichten der Ionosphäre messen.[8]
- Im Juni 1930 wurde das erste Flugzeug mit einem CW-Radar durch Lawrence A. Hyland, Albert Taylor und Leo Young am US Naval Research Laboratory detektiert. Im Jahr 1932 wurden damit bereits Entfernungen von 50 Meilen erzielt.[9][10][5]
- Zwischen 1933 und 1934 haben Guglielmo Marconi in Italien sowie Paul-Günther Erbslöh, Rudolf Kühnhold und Hans-Karl von Willisen in Deutschland die ersten monostatischen Radargeräte entwickelt.
- Im Jahr 1934 verfolgte Pavel K. Oshchepkov in der UdSSR Experimente für ein bistatisches Radar, das zur Entwicklung des RUS-1 führte. Etwa 35 Geräte wurde gebaut und im Winterkrieg gegen Finnland eingesetzt. Oshchepkov wurde im Stalin-Regime danach politisch diffamiert und in ein Straflager verbracht.[4]
- 1935 wiederholten Robert Watson-Watt und Arnold Wilkins das Experiment von Appleton, um damit Flugzeuge zu orten. Sie verwendeten dafür die Sendungen des BBC-Senders in Daventry und sogar den 10 Jahre alten Empfänger von Appleton. Dieser Aufbau konnte Flugzeuge bis in eine Entfernung von 10 km orten.[4] Dieses Experiment ging als „Daventry-Experiment“ in die Geschichte ein und Wattson-Watt wird seitdem in britischer Literatur als Erfinder des Radars gefeiert. Nach diesem Prinzip arbeitete das britische Radarnetz Chain Home.
- Im  Jahr 1937 wurden die ersten fünf Stationen der Chain Home installiert und wurden 1938 einsatzbereit. Damit konnten bereits die zivilen Anflüge auf den Flugplatz London registriert werden.
- Im Jahr 1942 wurde durch den Ingenieur Fritz Wächter von der Firma Telefunken das passive bistatische Radar Klein Heidelberg aufgebaut. Es verwendete die Ausstrahlungen des britischen Chain Home mit mehreren passiven Empfängerstellungen an der Küste.
- Das AN/FPS-23 „Fluttar“ wurde ab etwa 1955 in der älteren kanadischen „Mid Canada Line“, dem Vorläufer der DEW-Line, als Barriereradar zur Erkennung von tieffliegenden Zielen eingesetzt. Der militärische Nutzen war wegen der Vielzahl von Fehlalarmen eher gering.